# Tachydromia pseudointerrupta
Tachydromia pseudointerrupta är en tvåvingeart som beskrevs av Chvala 1970. Tachydromia pseudointerrupta ingår i släktet Tachydromia och familjen puckeldansflugor.
Artens utbredningsområde är Kanarieöarna. Inga underarter finns listade i Catalogue of Life.